# Terukazu Akiyama
Pour les articles homonymes, voir Akiyama.
Terukazu Akiyama (秋山光和), (Akiyama, Terukazu) né à Kyoto le 17 mai 1918 et mort à Tokyo le 10 mars 2009, est un historien de l'art japonais, auteur de nombreux ouvrages de référence,.

## Biographie
Terukazu Akiyama naît dans Shimogyō-ku, Kyoto, dans une partie qui est maintenant Higashiyama-ku.
Il est diplômé en histoire de l'art à l’université de Tokyo en 1941. Il travaille d’abord à l’Institut des Arts du ministère de l’Éducation, des Sciences et de la Culture, puis auprès du musée national de Tokyo dans les années 1950 ; il se penche notamment sur l’étude de peintures anciennes au moyen de rayons X. Professeur à l’université de Tokyo en 1969, il y fait dès lors toute sa carrière (excepté une période à l’université Gakushūin à la fin de sa carrière) et y est nommé professeur honoraire. Il a, entre autres, pour étudiant François Berthier et Kaori Chino. 
Parlant français, il s’implique à plusieurs niveaux dans l’étude des arts asiatiques en France. Il est nommé le 30 novembre 1984 correspondant étranger à l’Académie des inscriptions et belles-lettres (Officier des Arts et Lettres), et participe au comité de rédaction de la revue Arts Asiatiques. Parmi ses publications en français, sa monographie La Peinture japonaise parue en 1961, puis rééditée à plusieurs reprises et traduite en anglais, fait la synthèse de ses recherches et de l’état de l’art sur le sujet, à l'époque.

## Travaux de recherche
Terukazu Akiyama porta la plupart de ses efforts sur l’étude des arts et de la peinture dans le Japon classique et médiéval, discipline dans laquelle sa réputation fut considérable. Le champ d’étude qu’il fit le plus avancer est la compréhension de l’évolution de la peinture au début de l’époque de Heian, où la faible quantité d’œuvres subsistantes de nos jours pose de nombreuses interrogations. Dans son ouvrage Heian jidai sezokuga no kenkyū (平安時代世俗画の硏究, lit. « Étude sur la peinture séculaire de Heian », prix de l’Académie japonaise en 1967), il montra notamment que la distinction première (aux alentours du IXe – Xe siècle) entre l’art chinois classique (kara-e) et l’art japonais émergeant (yamato-e) relevait des sujets des peintures, et non d’une différence de style comme ultérieurement. De même, en étudiant le rôle littéraire et artistique des femmes à la cour, il offre une première étude importante du sous-style onna-e (« peinture de goût féminin ») du yamato-e. C’est donc en partie dans la littérature féminine, les peintures à sujets japonais et l’émergence d’un goût typiquement national à la cour de Heian que naît la peinture séculaire japonaise. Au sein de ce mouvement, les emaki (longs rouleaux narratifs peints japonais) occupent une place importante, et Akiyama Terukazu en étudia logiquement la genèse et les codes stylistiques – en 1975, il rédigea une monographie récapitulative sur le sujet. Toutefois, avant cela, ses premières études portent sur les Rouleaux illustrés du Dit du Genji, œuvre magistrale et grandement étudiée de la cour de Heian. Le Dit du Genji fut un thème majeur de l’art japonais à travers les âges, et Akiyama Terukazu figura parmi les premiers universitaires à tenter de fournir une étude cohérente et globale sur le sujet. 
Akiyama Terukazu étudia aussi le domaine plus classique des arts bouddhiques au Japon. Son article New Bouddhist Sects and Emakimono (handscroll Painting) in the Kamakura Painting étudie par exemple la fonction de la peinture dans le prosélytisme religieux des nouvelles écoles bouddhiques qui se popularisent à l’époque de Kamakura (jōdo shū, ou école de la Terre pure). Il s’intéressa également aux arts bouddhiques dans toute l’Asie de l’Est, notamment en Chine où il mena des études à la fois stylistiques et archéologiques dans les grottes de Mogao à Dunhuang.

## Quelques publications
En français
- Les Peintures murales de la tombe de Takamatsu-zuka, 1973
- La Peinture japonaise, Skira, 1977 (traduit en anglais et allemand)
- Sur l’esthétique de la Cour à l’époque Heian (IX-XII ss.), 1979
- L’âge du japonisme : la France et le Japon dans la deuxième moitie du XIXe siècle, Société franco-japonaise d’art et d’archéologie, 1983
- Expression et technique dans le rouleau enluminé de l’Histoire de Gengi, Comptes-rendus des séances de l’Académie des Inscriptions et Belles-Lettres, 1985
- L’Art Bouddhique, OLIZANE, Unesco, 1990

En japonais
- 光学的方法による古美術品の研究 (Kōgakuteki hōhō ni yoru kobijutsuhin no kenkyū), 1955.
- 源氏物語絵卷 (Genji monogatari emaki), Kadokawa Shoten, 1958
- 平安時代世俗画の硏究 (Heian jidai sezokuga no kenkyū), Shinagawa Kōbunkan, 1964
- 王朝絵画の誕生 : 「源氏物語絵卷」をめぐって (Ōchō kaiga no tanjō : Genji monogatari emaki o megutte), Chūō Kōronsha, 1968
- 玉虫厨子と橘夫人厨子 : 法隆寺, (Du Tamamushi no zushi du Hōryūji au Tachibana Fujin zushi), Iwanami Shoten, 1975
- 絵卷物 (Emakimono), Shōgakukan, 1975
- 源氏絵, (Genji-e), Shibundō, 1976
- 定本前田青邨作品集 = Collected works of Maeda Seison, Teihon Maeda Seison sakuhinshū, 1981

En anglais
- Arts of China 1: Neolithic cultures to the T’ang Dynasty (avec Mary Tregear), Kōdansha International, 1968
- New Buddhist sects and emakimono (handscroll painting) in the Kamakura period, Acta Artistica 20, 1971
- Arts of China 2: Buddhist cave temples; new researches (avec S. Matsubara), Kōdansha International, 1973
- Arts of China 3: Paintings in Chinese museums (aved Yoshiho Yonezawa), Kōdansha International, 1973
- Using scientific analysis in the art historical study of old Japanese paintings, International symposium on the conservation and restoration of cultural property, 1978
- Continuity and Discontinuity in the Pictorial Composition of Handscroll Painting, Acta Asiatica, 1989
- The Door Paintings in the Phoenix Hall of the Byodoin as Yamatoe, Artibus Asiae 53, 1993

## Sources et références
1. ↑  (en) Louis Frédéric, Japan encyclopedia, Harvard University Press, 2005 (ISBN 0-674-01753-6, lire en ligne), p. 20
2. 1 2  « Akiyama Terukazu », Académie des inscriptions et belles-lettres
3. ↑  https://www.tobunken.go.jp/materials/bukko/28450.html
4. ↑  Investigation of paintings by means of optical devices, Bijutsu Kenkyu, 1953
5. ↑  Akiyama Terukazu, La peinture japonaise, vol. 3, Skira, coll. « Les Trésors de l’Asie, Skira-Flammarion », 1977 (ISBN 978-2-605-00094-4)
6. ↑  « In Memoriam », Lettre d’information de Académie des inscriptions et belles-lettres, no 76,‎ avril 2009, p. 2 (lire en ligne)
7. ↑  (ja) kotobank > 秋山光和とは, extrait de l’Encyclopédie Kōdansha du Japon, en ligne via Kotobank
8. ↑  Frank Bernard, « Histoire et philologie japonaises », Annuaires de l’École pratique des hautes études,‎ 1967-1968, p. 567-574 (lire en ligne)
9. ↑  (en) Joshua S. Mostow, Norman Bryson et Maribeth Graybill, Art, religion, and politics in medieval China : the Dunhuang cave of the Zhai Family, University of Hawaii Press, 2003, 291 p. (ISBN 978-0-8248-2572-0, lire en ligne), p. 4, 24
10. ↑  (ja) Akiyama Terukazu, 絵卷物, Shōgakukan,‎ 1975 (ISBN 978-4-09-663308-3)
11. ↑  Estelle Leggeri-Bauer, « Les Genji-e, entre narration et poésie », dans Le dit du Genji illustré par la peinture traditionnelle japonaise du XIIe au XVIIe siècle, Diane de Selliers, 2007 (ISBN 9782903656379), p. 52
12. ↑  (en) Chieko Nakano, "Kechien" as religious praxis in medieval Japan : Picture scrolls as the means and sites of salvation, ProQuest, 2009 (ISBN 978-1-109-16735-1, lire en ligne), p. 16, 20 (thèse en philosophie de l’université d’Arizona)
13. ↑  (en) Ning Qiang, Art, religion, and politics in medieval China : the Dunhuang cave of the Zhai Family, University of Hawaii Press, 2004, 178 p. (ISBN 978-0-8248-2703-8, lire en ligne), p. 6